# Boar’s Head Inn
Das Boar’s Head Inn war ein Gasthof des Elisabethanischen Zeitalters in Whitechapel, Ostlondon. Er wurde in den Anfängen als Wirtshaustheater genutzt. Die erste Erwähnung als Theaterbühne datiert auf das Jahr 1557. Am 28. November 1594 wurde es für 21 Jahre von Jane und Henry Poley an Oliver Woodliffe vermietet, wobei die Vermietung am 25. März 1595 begann.
Das Boar’s Head Inn bot eine Bühne für Theatergruppen, wie die Earl of Derby’s Men, die Earl of Worcester’s Men, die Prince Charles' Men und Queen Anne’s Men. Es gilt als der erste bekannte Gasthof, der für die Zwecke des Theaters umgebaut wurde. Andere, wie das Bell Savage Inn oder das Cross Keys Inn folgten recht bald (siehe Inn-Yard Theatre).